# Àvies de la Plaza de Mayo
L'Associació Civil Àvies de la Plaza de Mayo és una organització de drets humans argentina que té com a finalitat localitzar i restituir a les seves legítimes famílies tots els nens segrestats-desapareguts per l'última dictadura militar (1976-1983), crear les condicions per prevenir la comissió d'aquest crim contra la humanitat i obtenir el càstig corresponent per a tots els responsables. Està presidida per Estela Barnes de Carlotto i té la seu central a Buenos Aires. Fins a novembre de 2015 les Àvies han recuperat la identitat original de 119 nets.
Han estat nominades en cinc ocasions al Premi Nobel de la Pau: entre el 2008 i el 2012. El 14 de setembre de 2011 van rebre el premi Félix Houphouët-Boigny, atorgat per la Unesco, pel seu treball en matèria de drets humans.
El 24 de març de 1976 es va establir a Argentina una dictadura autodenominada Procés de Reorganització Nacional (1976-1983), va establir una metodologia d'eliminació massiva d'opositors, que ha estat considerada judicialment com un genocidi, durant el qual van ser detingudes-desaparegudes milers de persones, amb utilització en gran escala de centres clandestins de detenció (CCD) on es procedia a la seva tortura, assassinat i desaparició dels cossos.
En aquest context els fills dels detinguts-desapareguts van ser tractats per les forces repressives com a "botí de guerra", per a això es va planificar detalladament, fins i tot per escrit, un sistema de detenció d'embarassades, parts clandestins, falsificació d'identitats i simulació d'adopcions, amb la finalitat d'apropiar-se dels nens. D'aquesta manera al voltant de cinc-cents nens van ser apropiats i privats de la seva identitat, i en molts casos portats a viure amb persones que creien ser els seus pares i que en realitat van ser autors, partícips o encobridors de l'assassinat dels seus veritables pares.
| «        | Reteniendo a los niños nacidos en cautividad y entregándolos posteriormente como «botín de guerra» se afirmaba el poder del Estado Patriarcal Militar sobre un aspecto característico de la identidad femenina, la maternidad. Con la supresión de la madre, se quebranta el lazo humano fundamental, y esto robustece la creencia de que el Estado Militar controla todo sin oposición. Ser capaz de atacar a la vida en sus propias raíces muestra al poder militar como absoluto e inmutable. Esta «reorganización», considerada necesaria por los militares para «salvar» a la sociedad argentina, exigía que los hijos de los «subversivos» fueron apartados de los suyos para ser otorgados a «buenas familias» (por ej.: de militares o de clase alta) (Suárez - Orozco, 1987). Ramón Camps, Jefe de Policía de la Prov. de Buenos Aires donde cantidades de niños/as fueron secuestrados/as, decía; «...Personalmente yo no eliminé a ningún/a chico/a, lo que hice fue dar algunos/as a organizaciones benéficas para que les encontraran nuevos padres. Los subversivos educan a sus hijos en la subversión. Por ello esto debía detenerse». | » |
| — Barki, | |   |

## L'inici de les Àvies de la Plaza de Mayo

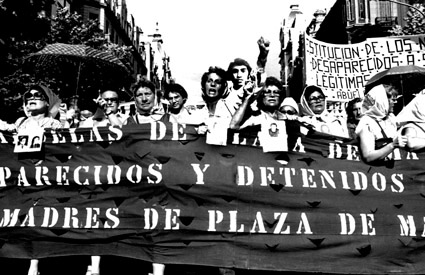

El cop d'estat del 24 de març de 1976 va establir un règim terrorista que va tenir com a eix la desaparició forçada dels opositors i la imposició d'un sentiment generalitzat de por destinada a paralitzar qualsevol reclam; el simple fet de preguntar pel parador d'un familiar detingut-desaparegut era perillós i podia resultar al seu torn en la detenció-desaparició pròpia. En aquest moment la situació d'indefensió i impotència dels familiars de les persones desaparegudes era extrema, ja que cap democràcia del món, ni l'Església Catòlica, de gran influència al país, o les organitzacions internacionals humanitàries, estava disposada a condemnar al règim militar i, per contra, en alguns casos cooperaven amb la repressió il·legal. Tampoc era possible recórrer al sistema judicial, ja que els jutges argentins rebutjaven sistemàticament els recursos d'habeas corpus.

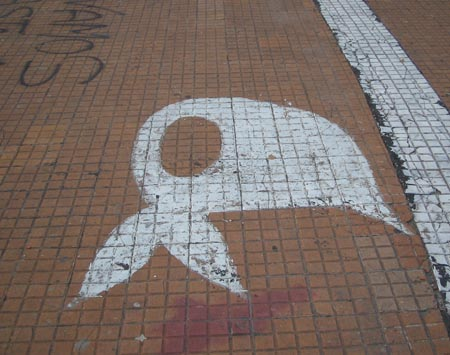
El mocador blanc, símbol de les Mares i les Àvies de la Plaza de Mayo. La foto reprodueix el dibuix realitzat a l'àrea de la ronda a la Pirámide de Mayo, declarat lloc històric.

En aquestes condicions un grup de mares, pares i familiars de desapareguts van iniciar un moviment de resistència no violenta.
| « | Tenemos que ir directamente a la Plaza de Mayo y quedarnos allí hasta que nos den una respuesta. | » |

El 30 d'abril de 1977 van començar a marxar cada dijous al voltant de la Pirámide de Mayo, a la plaça del mateix nom, situada enfront de la casa de govern. Inicialment es reconeixien entre si portant un petit clau; després les dones van decidir cobrir-se el cabell amb un bolquer de tela blanc. El grup va rebre ràpidament el nom de Mares de la Plaza de Mayo i per la seva sola presència va començar a exercir pressió nacional i internacional sobre la destinació de les persones que desapareixien a l'Argentina.
Gairebé al mateix temps, el 15 de maig, María Eugenia Casinelli (consogra del poeta Juan Gelman) i altres onze àvies signaven un habeas corpus col·lectiu en forma de carta, dirigida a la justícia de Morón, en el qual feien saber l'existència de bebès desapareguts i sol·licitaven que se suspenguessin totes les adopcions. La carta ha estat considerada document històric i antecedent immediat de la constitució de les Àvies de la Plaza de Mayo a finals d'aquest any. Un fragment diu:
| « | (…) los bebés de nuestros hijos desaparecidos o muertos en estos últimos dos años. Algunas de estas criaturas han nacido de sus madres en cautiverio. Otra fue sacada de su hogar, que fue destruido. Hasta ahora todos nuestros esfuerzos han sido vanos. Las criaturas no han sido reintegradas a sus hogares, a sus familias. No sabemos ya qué hacer... Últimamente ha llegado a nuestro conocimiento que algunos abuelos han podido localizar a sus nietos en tribunales de menores o por su intermedio. Por eso nos permitimos rogarle quiera tener a bien interesarse en la lista de bebés desaparecidos que adjuntamos, por si ustedes tuvieran noticias de alguno de ellos. | » |

El setembre Alicia Zubasnabar de De la Cuadra, "Licha", va començar a assistir juntament amb el seu espòs i Hebe de Bonafini a les rondes de les Mares de la Plaza de Mayo, buscant a un fill, una filla embarassada, la seva nora i el seu gendre. Al mateix temps, una altra mare-àvia, María Isabel Chorobik de Mariani, "Chicha", havia començat a buscar a altres mares de desapareguts que, com ella, tinguessin també nets petits desapareguts. Mariani havia estat impulsada a agrupar-se amb altres àvies per Lidia Pegenaute, una advocada que s'exercia com a assessora de menors en els tribunals de La Plata i que li va lliurar la direcció d'Alicia de De la Cuadra perquè fos a veure-la. Peganaute, va ser un dels casos excepcionals de funcionaris del poder judicial, que van col·laborar genuïnament amb els familiars de desapareguts. En els últims mesos de l'any, Chicha Mariani va anar a buscar Licha de De la Cuadra a la seva casa de La Plata:
| «                | El día que conocí a Alicia ella estaba con un salto de cama rosado y ordenaba su casa. Empezamos a charlar y perdimos la noción del tiempo. Ese día empecé a descubrir lo que realmente estaba pasando y a entender que la búsqueda debía hacerse de otra manera, que no había un solo niño desaparecido sino por lo menos dos. Y si había dos, ¿cuántos más podrían ser? Por primera vez tuve la horrorosa sensación de que no encontrábamos a los niños porque no nos los querían entregar. | » |
| — Chicha Mariani | |   |

Aquest dia Alicia de De la Cuadra va convidar Chicha Mariani a sumar-se a l'acció que les Mares de la Plaza de Mayo estaven preparant amb motiu de la visita a l'Argentina del Secretari d'Estat dels Estats Units Cyrus Vance. Simultàniament, De la Cuadra va començar a preguntar, entre les Mares de la Plaza de Mayo, les que també buscaven nets, per començar a una acció conjunta destinada a recuperar-los. El 21 de novembre les Mares de la Plaza de Mayo van irrompre en la cerimònia oficial per lliurar-li cadascuna a l'alt funcionari estatunidenc un resum dels seus fills i nets desapareguts. Va ser la primera vegada que van estar juntes les dotze àvies considerades fundadores.
| «                | Licha (Alicia de De la Cuadra) buscó a las otras abuelas que ya conocía de la Plaza de Mayo, nos reunimos y decidimos empezar a trabajar juntas. Éramos 12 en ese momento. A mi me asombró verlas con tanta serenidad; yo era un guiñapo, un llanto continuo, las veía a ellas tan serenas y decía ’tengo que ser como ellas'. Primero nos dimos a conocer como «Abuelas Argentinas con Nietitos Desaparecidos». Pero fuimos creciendo, la gente empezó a conocernos y a llamarnos las "Abuelas de Plaza de Mayo". | » |
| — Chicha Mariani | |   |

### Les dotze primeres

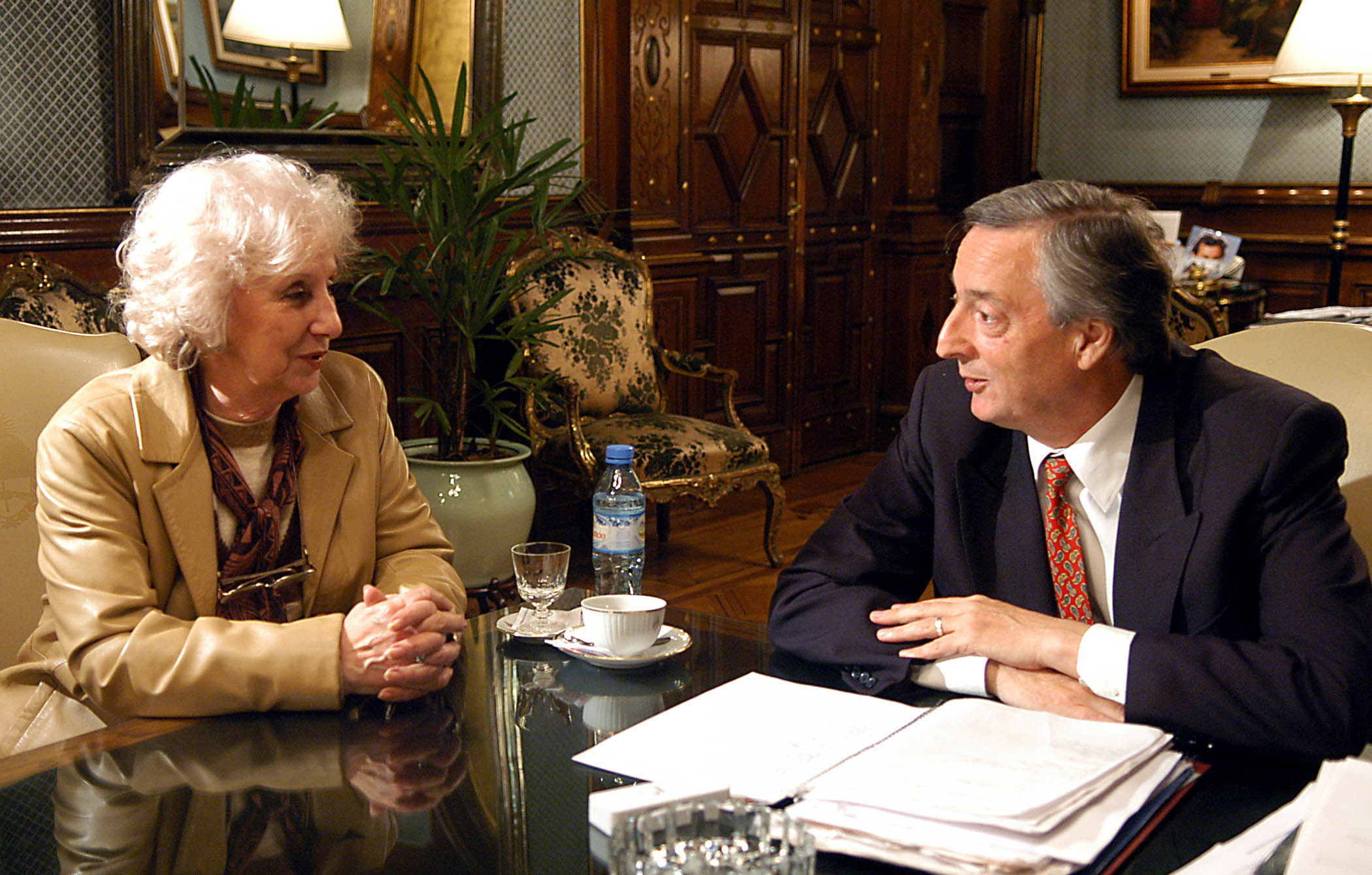
Estela Barnes de Carlotto i Néstor Kirchner a casa Rosada, Buenos Aires (2006).

Les fundadores de les Àvies de la Plaza de Mayo van ser dotze mares-àvies de desapareguts, que tenien llavors una edat entre els 50 i els 60 anys:
- Mirta Acuña de Baravalle
- Beatriz H. C. Aicardi de Neuhaus
- María Eugenia Casinelli de García Irureta Goyena
- Eva Márquez de Castillo Barrios
- María Isabel Chorobik de Mariani
- Delia Giovanola
- Clara Jurado
- Leontina Puebla de Pérez
- Raquel Radio de Marizcurrena
- Vilma Delinda Sesarego de Gutiérrez
- Haydee Vallino de Lemos
- Alicia Zubasnabar de De la Cuadra[8]

Inicialment van adoptar el nom d'Abuelas Argentinas con Nietitos Desaparecidos i Alicia de De la Cuadra va ser reconeguda com la primera presidenta del grup; el 1980 van acabar acceptant la denominació per la qual ja eren conegudes, Àvies de la Plaza de Mayo.
Aquest subgrup de les Mares va comprendre que la situació dels nens apropiats per les forces de seguretat, era diferent de la dels seus progenitors desapareguts i que es precisaven estratègies i metodologies específiques per recuperar-los. «Buscar els nets sense oblidar els fills», va ser la consigna que les va agrupar.
| «                                                     | Es por la misma época, cabe señalar, que en el grupo de las Madres de la Plaza de Mayo se organizó un subgrupo, el de las Abuelas, madres por partida doble, quienes realizan una tarea esencial respecto de los bebés. Se dedican a los niños que fueron secuestrados junto con sus padres y no han reaparecido, y a las jóvenes que, secuestradas estando embarazadas, se supone han dado a luz en prisión. Es decir que esas madres, por el testimonio que llevan, representan mucho, no solamente para la Argentina, sino para el mundo entero. | » |
| — Adolfo Pérez Esquivel, Premio Nobel de la Paz 1980. | |   |

Una de les característiques essencials de les Àvies de la Plaza de Mayo, igual que les Mares, va ser la d'organitzar-se bàsicament com a grup de dones. Això no va significar que els avis, i en general altres homes i dones no col·laboressin amb l'Associació, però la direcció i la representació va recaure sempre sobre dones que tenien nets desapareguts.
| «                       | Cuando en los primeros momentos desaparecían las personas y se empezaba a trabajar, en la Plaza de Mayo había hombres, mujeres, jóvenes, un poco de todo. En el caso nuestro es que yo me pude jubilar y dedicarme, pero mi marido tenía que seguir trabajando para mantener la casa. Él me espera, me apoya, me tiene paciencia, me alentaba y me sigue alentando. Pero hay otra cuestión que es la visceral: la de mujer, la de madre, que nos impide dejar de hacer todo lo que tenemos que hacer para seguir buscando. También es cierto que muchos hombres se resintieron en su salud y se murieron. La mayoría de las abuelas son viudas... Y que para los militares el hombre era más peligroso. "¡Déjenlas a esas lloronas viejas locas!, ya se van a cansar...". Si hubieran adivinado que íbamos a persistir para siempre nos hubiesen secuestrado en mayor número. | » |
| — Estela B. de Carlotto | |   |

La constitució de les Àvies de la Plaza de Mayo no va tenir un moment precís ni un acte formal. Va ser un procés de confluències entre dones buscant nets. Així es va formar un nucli inicial de dotze àvies, que van començar a reunir-se de manera sistemàtica, des de la fi de 1977. Les Àvies de la Plaza de Mayo han adoptat com a data de la seva creació, el 21 de novembre de 1977; no obstant això, elles mateixes aclareixen que la data és simbòlica i que es va tractar d'«un desori de la memòria» que les va portar a confondre el dia en què van lliurar les seves notes a Cyrus Vance.

## Actuació durant la dictadura

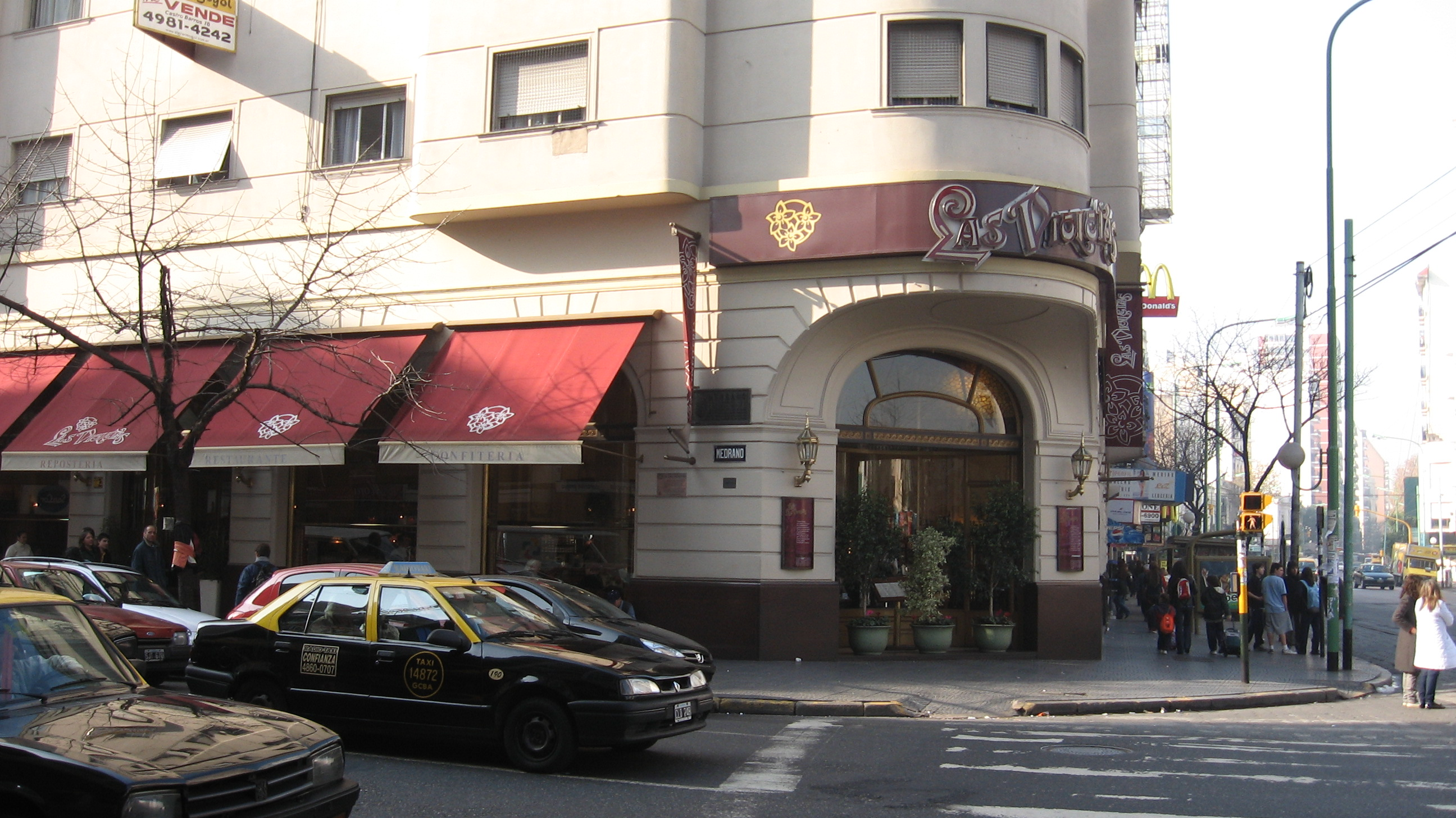
"Per reunir-se sense cridar l'atenció, les àvies simulaven aniversaris en bars i confiteries, com Las Violetas, situada a Rivadavia i Medrano, de la ciutat de Buenos Aires. "Van aprendre a simular somriures i cantaven l'«aniversari feliç» mentre intercanviaven regals (i informació) mirant cap als costats per veure si no les seguien".

### Terror local, indiferència mundial
Les àvies es van ser constituint progressivament com una organització. En els primers mesos va haver-hi àrdues discussions entre les Mares de la Plaza de Mayo sobre la conveniència o no que les àvies s'organitzessin formalment com a grup diferenciat. No obstant això, la recerca dels nets requeria una sèrie d'activitats específiques (recorreguda de cases-bressol i orfenats, tràmits abans als jutges de menors, recerca dels casos d'adopció coneguts) que les va portar naturalment a reunir-se, coordinar accions i, finalment, a presentar-se com a Àvies.
| «                             | A mediados del año '77, ya éramos muchas en la Plaza, ya caminábamos de a dos o tres alrededor del mástil, cuando una de las actuales Abuelas, Eva (Eva Márquez de Castillo Barrios, era Eva, me pide que me aparte del grupo para conversar sobre los chiquitos nacidos en cautiverio. Porque ya no podíamos buscar a los chiquitos en Tribunales sino que teníamos que buscarlos en Casa Cuna, en orfelinatos, en Jueces de Menores. En la misma forma que Eva me separa a mí, fuimos señalándonos unas con otras las que éramos abuelas porque ya sabíamos que nuestros nietos habían nacido, suponíamos. Y empezaron las reuniones de Abuelas en forma clandestina. ¿Dónde nos reuníamos, cómo nos reuníamos? Empezó siendo, creo que la primerísima vez fue en una confitería que había en un entrepiso en Retiro. Ahí nos juntamos todas. Teníamos un motivo en común para reunirnos que era la búsqueda de nuestros nietos. | » |
| — Delia Giovanola de Califano | |   |

Van començar a reunir-se en esglésies o confiteries tradicionals de Buenos Aires, com la “Richmond”, la “London”, “Las Violetas” o el “Tortoni”, aparentant ser dones majors prenent el te o celebrant algun aniversari. També van mantenir algunes trobades a la parada "El Palenque" del Parc Pereyra Iraola, en la ruta de Buenos Aires cap a La Plata, simulant realitzar pícnics, en un lloc d'esplai massiu popular. Es tractava de persones sense cap experiència en activitats polítiques o organitzatives, ni coneixements sobre els mecanismes institucionals nacionals i internacionals, que intentaven actuar pràcticament sense suports interns ni externs, en un mitjà en el qual no existia el més mínim respecte als drets humans.
| «                 | Éramos simples amas de casa. La mayoría de nosotras nunca había hecho nada fuera de su hogar. Yo ni siquiera sabía como tomar un colectivo (bus) sola. No estaba acostumbrada a salir de mi casa sin mi esposo. Incluso ahora pienso que no podría hacer las cosas que hice. | » |
| — Haydee de Lemos | |   |

La tasca inicial, com ja havien fet les Mares de la Plaza de Mayo, va ser armar un resum escrit presentat en carpetes, de cadascun dels seus familiars desapareguts, destacant la condició d'embarassada de les seves filles o nores, o la desaparició dels seus nets. Algunes, que havien rebut notícies sobre el naixement dels seus nets, van posar també les dates estimades de naixement, el sexe i en alguns casos, els noms i fins a les fotos dels bebès desapareguts, per ser presentades a organitzacions nacionals i internacionals, amb la finalitat de sol·licitar ajuda humanitària.
Però probablement el més notable de les Àvies de la Plaza de Mayo hagi estat la tasca d'investigació directa que van encarar i van organitzar, per establir la sort i parador dels seus nets. Actuant com si fossin detectius, elles mateixes van organitzar sense mitjans, un sistema d'intel·ligència coordinat, recorrent els jutjats de menors, orfenats i cases bressol, buscant incoherències en les adopcions o "naixements" estranys de l'època, observant a les famílies sospitoses d'haver-se apropiat dels seus nets, prenent fotos dels nens en jardins d'infants i escoles, etc. Tota aquesta informació era compartida, analitzada de manera sistemàtica en grup i registrada. A poc a poc van començar a rebre també —i segueixen rebent— denúncies i dades que la població els feia arribar, com una manera de col·laborar en la tasca d'ubicació dels petits. Les Àvies (i les Mares) van crear així una àmplia xarxa de recol·lecció informal de dades que va arribar fins als llocs més imprevists.
Entre el 8 i el 10 de desembre de 1977 van ser segrestades i desaparegudes dotze persones vinculades a les Mares de la Plaza de Mayo, entre elles la seva fundadora Azucena Villaflor i les monges franceses Alice Domon i Léonie Duquet; la majoria d'elles van ser segrestades directament de l'església de la Santa Creu del barri de San Cristóbal. En una recerca que va portar dècades, es va descobrir que van ser portades al centre clandestí de detenció de l'Escola de Mecànica de l'Armada, torturades i llançades vives al mar des d'un avió.
En aquest marc la majoria dels jutges van adoptar una actitud de col·laboració amb el segrest i desaparició dels nens i la supressió de la seva identitat, ometent investigar els seus orígens i facilitant les adopcions. En un dels casos més extrems, la jutgessa Delia Pons va rebre al nen Emiliano Ginés, i encara coneixent la identitat del menor, va decidir no informar a la família sobre la seva situació i va ordenar internar-lo a la Casa Cuna on va morir l'1 de setembre de 1978.
La jutgessa Pons, el 1978, va expressar a les Àvies de la Plaza de Mayo les seves idees sobre la sort que havien de córrer els fills dels fills de les persones detingudes-desaparegudes:
| «                               | Estoy convencida que sus hijos eran terroristas, y terrorista es sinónimo de asesino. A los asesinos yo no pienso devolverles los hijos porque no sería justo hacerlo. No tienen derecho a criarlos. Tampoco me voy a pronunciar por la devolución de los niños a ustedes. Es ilógico perturbar a esas criaturas que están en manos de familias decentes que sabrán educarlos como no supieron hacer ustedes con sus hijos. Sólo sobre mi cadáver van a obtener la tenencia de esos niños. | » |
| — Delia Pons, Jueza de Menores. | |   |

Les Àvies van sol·licitar suport a tots els líders dels principals partits polítics de l'Argentina, entre ells Ricardo Balbín de la Unió Cívica Radical, Ítalo Luder del Partit Justicialista i Oscar Alende del Partit Intransigent, els qui en els dos primers casos van evitar comprometre's atribuint la responsabilitat en accionar dels grups guerrillers, i l'últim es va negar a rebre-les.
Davant l'evidència que s'havien anul·lat tots els procediments i institucions capaces de protegir els nens, les Àvies de la Plaza de Mayo van decidir recórrer a l'ajuda humanitària internacional. La primera demanda d'ajuda humanitària va ser dirigida a l'Església Catòlica. El gener de 1978 les Àvies van sol·licitar al Papa Pau VI la seva intervenció humanitària en la qüestió dels bebès desapareguts; el Papa, no obstant això, no va respondre la sol·licitud ni va realitzar cap gestió. Sol·licituds similars van ser després realitzades a la Cort Suprema de Justícia de la Nació, la Conferència Episcopal Argentina, UNICEF i la Creu Roja. En tots els casos aquestes institucions van guardar silenci o van rebutjar la petició i van romandre inactives.

### Primers resultats

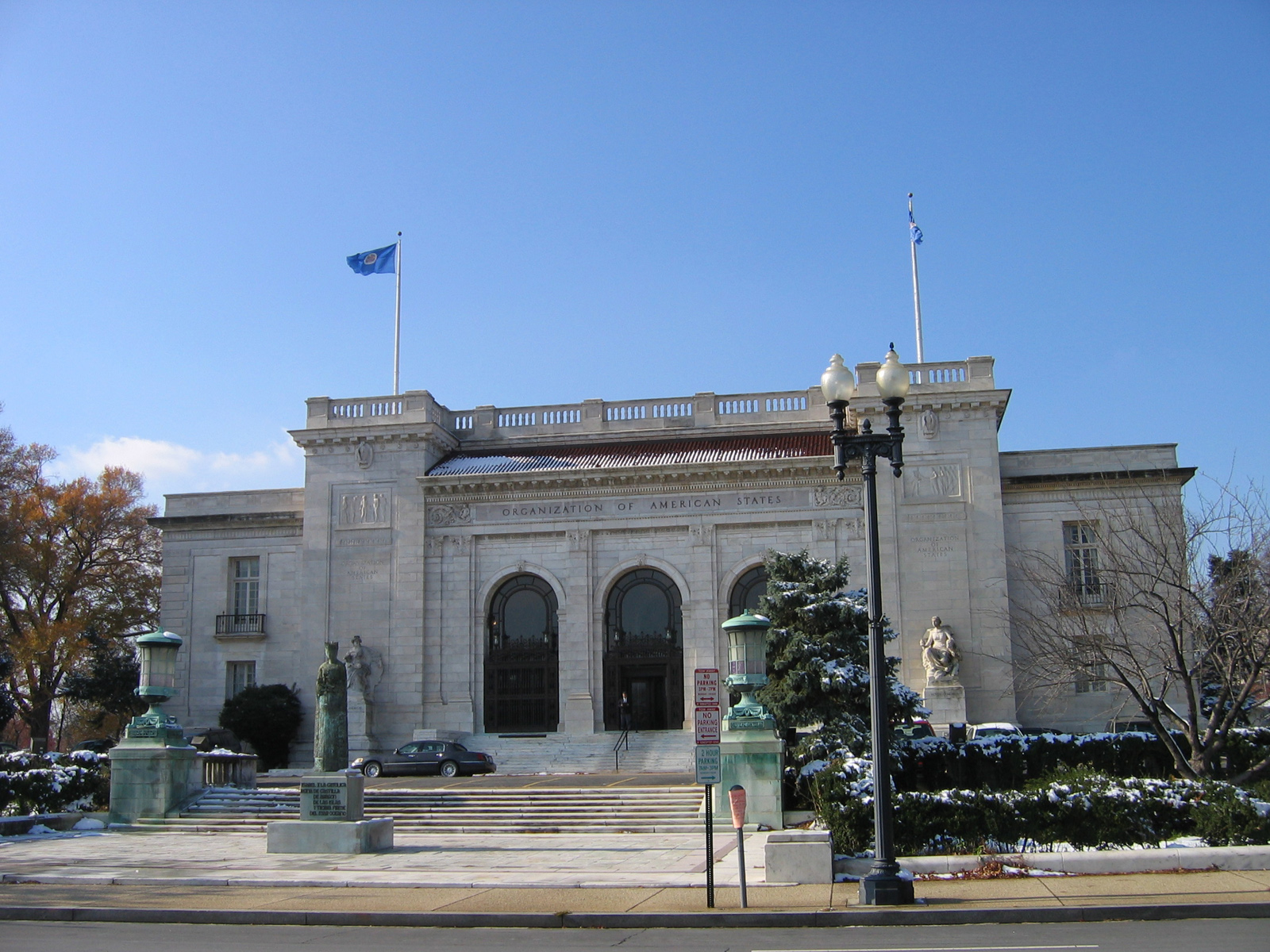
Seu de l'Organització dels Estats Americans: la seva Comissió Interamericana de Drets Humans (CIDH) va ser el primer organisme oficial a intervenir, visitant l'Argentina el 1979 i emetent un informe summament crític sobre els drets humans en aquest país.

El novembre de 1977 les Àvies van presentar la seva petició davant l'Organització dels Estats Americans (OEA) i per primera vegada es va donar curs a la seva petició, donant intervenció a la Comissió Interamericana de Drets Humans (CIDH). Aquest mateix mes i malgrat el terror imperant, el tradicional diari de la comunitat britànica en l'Argentina, el Buenos Aires Herald, dirigit per Robert Cox, va publicar una carta de les Àvies de la Plaza de Mayo que donava a conèixer que hi havia nens desapareguts al país. Les organitzacions de drets humans sempre han reconegut el valor que va demostrar Cox en aquell moment i la importància que van tenir les seves publicacions en un moment en què ningú al món estava disposat a denunciar les violacions de drets humans a l'Argentina. També l'abril de 1978, les Àvies van prendre el costum de concórrer a la localitat de San Miguel, al Gran Buenos Aires, on es realitzaven anualment les reunions la Conferència Episcopal Argentina. Durant diversos anys li van atorgar màxima prioritat a buscar el suport de l'Església Catòlica, fins que finalment van concloure que la cúpula de la mateixa estava relacionada estretament amb el govern militar i en coneixement de les apropiacions il·legals de bebès. Pocs anys després, les Àvies van arribar a criticar de forma severa i formal l'actitud de l'Església Catòlica Argentina, en una carta dirigida a la Conferència Episcopal:
El dissabte 5 d'agost de 1978, vigílies del Dia del Nen, amb prou feines un mes després del triomf en la Copa Mundial de Futbol jugada a Argentina, el diari La Prensa va acceptar publicar la primera sol·licitada en la qual es reclamava pels nens desapareguts. El text, que seria anomenat a Itàlia l'Himne de les Àvies, va ser un factor decisiu per començar a mobilitzar a l'opinió pública internacional:
També l'agost de 1978 les Àvies van sortir per primera vegada de l'Argentina, aprofitant que Chicha Mariani havia de viatjar a Itàlia per raons familiars. A causa que Mariani tenia a Roma un petit apartament buit, les Mares de la Plaza de Mayo també van aprofitar l'ocasió per dirigir-se totes juntes a Roma. Allí es van entrevistar amb el diputat socialista Sandro Pertini i el cardenal argentí Eduardo Pironio, amb escasses conseqüències. Fins a 1985 van realitzar en total uns 40 viatges, gairebé sense recursos; elles mateixes han relatat que, per a tot un viatge, podien comptar amb uns 200 dòlars.
El 18 de novembre de 1978 la Comissió Interamericana de Drets Humans (CIDH) es va pronunciar en el Cas 2553, sobre la desaparició de Clara Anahí Mariani, neta de Chicha Mariani, resolent que els fets denunciats constituïen "gravíssimes violacions al dret a la llibertat, a la seguretat i integritat de la persona i al dret de protecció contra la detenció arbitrària" i que el govern havia de retornar la nena Clara Anahí a la seva família, disposar immediatament una recerca completa i imparcial per determinar l'autoria i sancionar els responsables, havent d'informar a la Comissió en 30 dies.

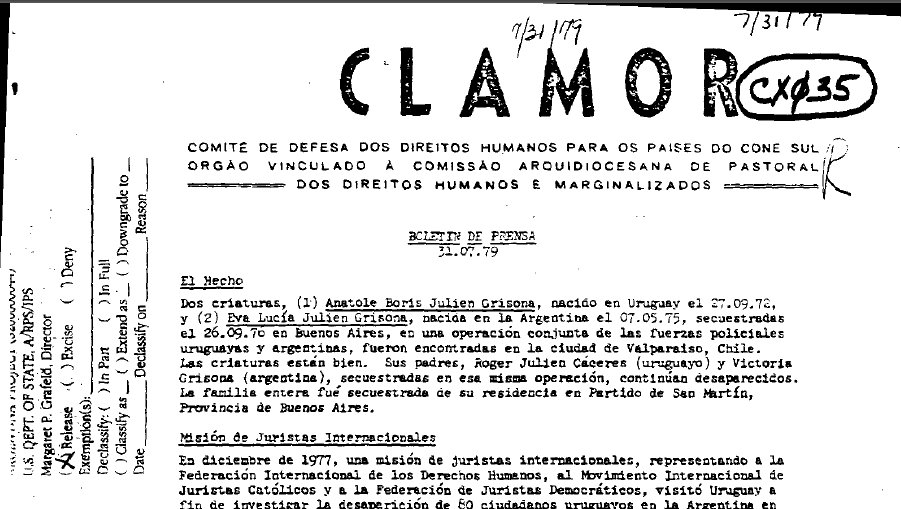
El 31 de juliol de 1979, CLAMOR, organització de drets humans de l'Església Catòlica de Brasil, amb la col·laboració de les Àvies, va trobar a Xile els primers nets, els germans Anatole i Victoria Julien Grisonas.

Un dels primers, i més importants, resultats dels viatges internacionals, va ser la relació que van establir amb el Comitè de Defensa dels Drets Humans per als Països del Con Sud (CLAMOR), dependent de l'Arquebisbat de São Paulo i dirigit pel cardenal Paulo Evaristo Arns. Encara que Brasil també es trobava governat per una dictadura, coordinada amb les altres dictadures sud-americanes per mitjà del Pla Còndor, l'Arquediòcesi de São Paulo va adoptar una posició humanitària activa enfront de la violació de drets humans a la regió. Precisament, el 31 de juliol de 1979, CLAMOR, amb la col·laboració de les Àvies de la Plaza de Mayo, va localitzar per primera vegada dos nens desapareguts, els germans Anatole i Victoria Julien Grisonas, de nacionalitat uruguaiana i argentina respectivament, segrestats a Buenos Aires per militars argentins i uruguaians i traslladats primer a Montevideo i després a Xile, en aquells dies sota la dictadura de Pinochet, règim que també coordinava les accions terroristes internacionals a través del Pla Còndor. Els nens havien estat abandonats en una plaça de Valparaíso i adoptats de bona fe per una família xilena. Les Àvies es van reunir amb la família adoptiva, van verificar la seva honestedat i van acceptar que els nens romanguessin amb els seus pares adoptius en estret contacte amb la seva família biològica.
Les Àvies també van prendre contacte amb Amnistia Internacional, que es va mostrar immediatament receptiva, realitzant campanyes i brindant-los suport organitzatiu i financer. Una de les seves primeres activitats va ser l'impuls d'una petició internacional pels nens desapareguts que va reunir 14.000 signatures, incloent-hi personalitats de gran renom com Simone de Beauvoir, Costa-Gavras i Eugen Ionescu. A poc a poc organitzacions de drets humans a tot el món difonien la situació dels nens desapareguts a l'Argentina.
El 6 de setembre de 1979, la Comissió Interamericana de Drets Humans (CIDH) de l'OEA es va instal·lar durant catorze dies a l'Argentina per examinar la situació dels drets humans al país. La visita és recordada moltes vegades per la tristament cèlebre propaganda oficial amb la qual el govern militar va intentar desprestigiar-la, utilitzant el lema «els argentins som drets i humans», concebut per la coneguda consultora estatunidenca Burson-Marsteller (BM), amb la finalitat d'obstaculitzar les denúncies internacionals per violacions de drets humans.
Les Àvies van aportar a la CIDH 5.566 casos documentats de desaparicions, malgrat les condicions repressives en les quals havien de desenvolupar les seves activitats. El 14 de desembre la CIDH va presentar un extens informe en el qual per primera vegada, un organisme oficial qüestionava la dictadura argentina per les "nombroses i greus violacions de fonamentals drets humans", establint el deure del govern argentí d'informar sobre cadascuna de les persones desaparegudes. En el seu informe, la CIDH també va destacar "la desaparició de nounats, infants i nens, situació aquesta en què la Comissió ha rebut diverses denúncies", situant com a cas testimoni el de Clara Anahí Mariani.
Les relacions internacionals de les Àvies, portades endavant principalment per Chicha Mariani i Estela de Carlotto (quiese sumaria el 1978), van resultar molt reeixides i van constituir un element important del seu èxit com a organització. El començament de la dècada del 80, ja rebien suport financer i organitzatiu del Consell Mundial d'Esglésies, l'Organització Catòlica Canadenca per al Desenvolupament i la Pau, el Entraide Protestant Suisse (HEKS), l'Organització Terre des Hommes, el Folke Kirkens NOD-HJELP de Dinamarca, el Comitè Catholique contre la Faim et pour le Développement de França, el Rädda Barnen d'Estocolm, esglésies protestants noruegues, i municipis, comunitats religioses i ciutats d'Alemanya.

### Tatiana i Laura
Al començament de 1980, CLAMOR va obrir a les Àvies els seus arxius secrets, amb gran quantitat d'informació sobre els desapareguts a l'Argentina, els repressors, els centres clandestins de detenció, naixements clandestins, etc., dades i precisions que van resultar de vital importància per a totes les organitzacions de drets humans. La informació va ser ingressada a l'Argentina per Chicha Mariani i Estela de Carlotto, oculta en bombons brasilers i roba usada de dones grans, i adoptant intencionalment l'estereotip de "velles ximples" per superar els controls policials.

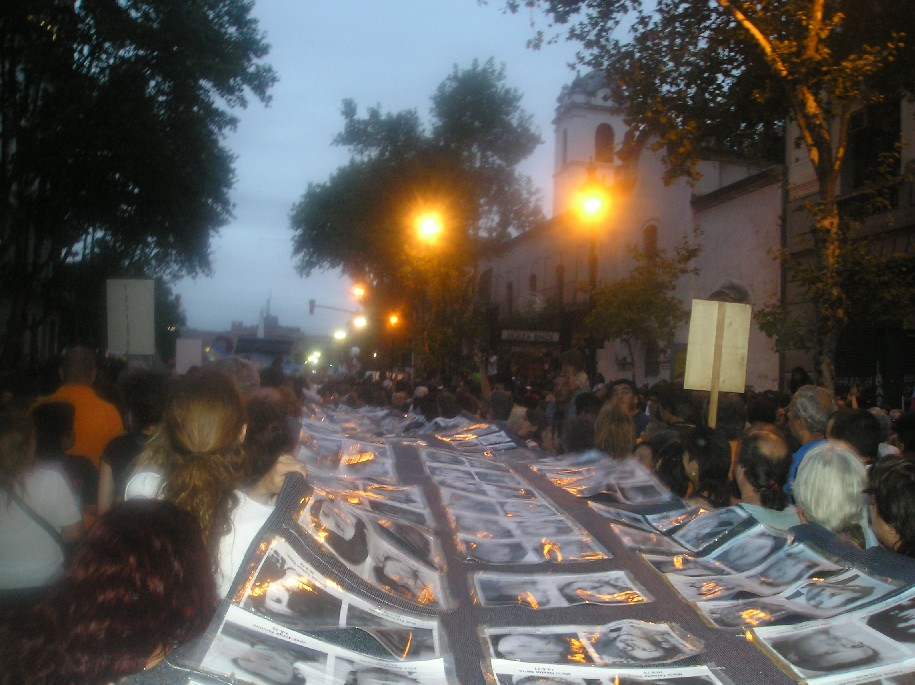
Marxa del 24 de març de 2006. La primera Marxa de la Resistència de 1981 va donar inici a una seqüència de marxes de carrer pels drets humans que s'estendrà per dècades i que, en conjunt, constitueix la mobilització popular més convocant de la història argentina recent.

Els documents de CLAMOR confirmaven les sospites sobre els parts clandestins de dones detingudes-desaparegudes i la destinació dels seus fills. Els testimoniatges de supervivents també feien veure que les dones embarassades solien ser torturades. El cas del matrimoni Vaccaro va ser un dels primers als quals van tenir accés:
| « | Tito y Marta Vaccaro fueron secuestrados en noviembre de 1978 y llevados al campo clandestino de detención “El Olimpo”, ubicado en Ramón Falcón y Olivera, Floresta, Capital Federal. Tenían 20 años y ella estaba en avanzado estado de embarazo. Apenas llegaron los obligaron a desvestirse en medio de golpes y manoseos. A Marta la amenazaron con provocarle un aborto. Le explicaban que no la torturarían por su embarazo pero la forzaban a presenciar la tortura de su esposo. Otro día la ataron a la mesa de tortura y le pegaron con palos y cadenas. En otra sesión ataron juntos al matrimonio en la mesa de torturas, desnudos. Les aplicaron golpes y picana eléctrica simultáneamente. Marta casi no podía moverse. Su cuerpo y su rostro mostraban las huellas del tormento. Nunca fue controlada por un médico. “Ninguno de nosotros podía explicarse cómo logró salvar su embarazo”, relató después un liberado. El bebé de Marta nació en enero de 1979, nada se sabe de él ni de su madre desde entonces. | » |

El 19 de març de 1980, quan encara governava la dictadura, les Àvies van localitzar altres dues netes, les primeres a ser recuperades directament per elles, Tatiana Ruarte Britos i la seva germana Laura Jotar Britos, que havien quedat abandonades en una plaça del Gran Buenos Aires després que la seva mare fos segrestada-desapareguda, i van acabar sent adoptades legítimament pel matrimoni Sfiligoy, que van tenir un paper molt important en la recuperació de la identitat de les nenes, una actitud no habitual en la majoria dels casos.
També el 1980 Chicha Mariani va reconèixer a una neta desapareguda, Paula Logares, en una foto que va arribar anònimament a CLAMOR, en la qual la nena apareixia enfront de l'Obelisc de Buenos Aires; la foto estava acompanyada d'un informe en la qual s'indicava el nom que estava usant la nena i l'adreça aproximada on vivia. Les Àvies van iniciar llavors un seguiment i recerca en condicions de risc extrem, que els va permetre localitzar a la nena i establir amb certesa la seva identitat. Amb aquestes dades, Paula Logares seria la primera nena restituïda per la justícia argentina una vegada restablida la democràcia.
Aquest mateix any l'activista de drets humans argentí Adolfo Pérez Esquivel va rebre el Premi Nobel de la Pau, consolidant i brindant major cobertura per a l'acció de les organitzacions de drets humans.
El 9 i 10 de desembre de 1981, les Mares i les Àvies de la Plaza de Mayo van organitzar la Primera Marxa de la Resistència, que va consistir a estendre durant 24 hores la ronda setmanal. Van iniciar-la unes setanta mares i àvies, envoltades de policies, que van marxar tota la nit, sota la pluja i sense llum, ja que el govern militar havia manat tallar la il·luminació pública a la plaça. L'endemà al matí gairebé tres mil persones i altres organitzacions de drets humans s'hi van sumar, inclòs el Premi Nobel de la Pau, Adolfo Pérez Esquivel. Complertes les 24 hores, la manifestació va marxar per l'Avenida de Mayo cap a l'Avenida 9 de Julio, corejant consignes, entre elles una de les quals es tornarien més emblemàtiques en les lluites pels drets humans dels següents anys: "Els desapareguts, que diguin on estan". Va ser la primera vegada també que la premsa argentina va cobrir amb amplitud l'acció de les organitzacions de drets humans.Aquesta va ser la primera d'una sèrie de marxes pels drets humans que es repetirien des de llavors, durant les següents dècades, agrupant desenes de milers de persones i que en conjunt constitueixen la major mobilització popular als carrers de la història argentina recent.

### Caiguda de la dictadura
La creixent mobilització dels sectors polítics, sindicals, estudiantils i de drets humans el 1981 i inicis de 1982 va començar a afeblir a la dictadura militar. En aquest context el govern militar va prendre la decisió d'ocupar les Illes Malvines, el 2 d'abril de 1982, acció que portaria a la guerra contra Gran Bretanya i a una derrota tres mesos després, que va fer col·lapsar al règim i va obligar dls militars a iniciar una retirada desordenada del poder, sense condicionaments, convocant eleccions per a octubre de 1983.
En aquest període les Àvies van començar a preparar-se per a les noves possibilitats de recerca que obriria la democràcia. Entre 1980 i 1983 havien localitzat quatre nens desapareguts (els germans Julien Grisonas i les germanes Ruarte Britos i Jotar Britos), en tots dos casos adoptats de bona fe per famílies que van col·laborar en la restitució de la seva identitat.
Però la possibilitat d'obrir recerques judicials dins d'un estat de dret, tant per descobrir als culpables com per identificar els nens desapareguts, implicava enfrontar problemes inèdits en l'experiència internacional. En aquest moment no existien mètodes científics per determinar positivament la filiació, i els existents -basats en els tipus de sang- només servien com a prova negativa, és a dir per descartar una relació biològica entre dues persones, però no per demostrar-la.
Les Àvies van prendre llavors la iniciativa de recórrer a científics punters per desenvolupar alguna tècnica que pogués determinar sense dubtes, la filiació d'una persona en absència dels seus pares. En aquesta investigació van recórrer a la Societat Americana per a l'Avanç de la Ciència dels Estats Units, on els van respondre: «el que demanen és possible, però mai s'ha fet: ho investiguem». El resultat va ser la creació de l'índex d'"avietat", que va arribar a aconseguir un 99,99% de certesa sobre la filiació d'una persona, desenvolupat pels científics Mary-Claire King i Cristian Orrego.

## Recuperació de la democràcia
El 10 de desembre de 1983 el país va recuperar la democràcia en assumir el president Raúl Alfonsín i els altres representants electes per la població. Es va obrir llavors un complex panorama de recerca i enjudiciament dels crims contra la humanitat comesos durant la dictadura, incloent-hi l'enjudiciament i condemna de diversos integrants de les juntes militars, i al mateix temps de pressions i aixecaments militars per tancar les recerques, que van tenir èxit amb les anomenades lleis d'impunitat sancionades entre 1986 i 1990.
| «                     | Pensábamos que el Estado se iba a hacer cargo de recomponer la situación y que nosotras íbamos a ser colaboradoras indirectas. Fuimos de una ingenuidad muy grande. Y finalmente nos dimos cuenta de que teníamos que seguir siendo las actrices principales en la búsqueda. | » |
| — Estela de Carlotto. | |   |

El cas de Carla Artés i la seva àvia Sacha Artés Company demostra les dificultats i detalls que es van presentar en aquest moment. A la fi de 1983, ni ben establert el govern democràtic, les Àvies de la Plaza de Mayo van rebre una informació anònima que les va permetre a una de les àvies, "Sacha" Artés Company, localitzar a la seva neta segrestada-desapareguda, Carla Artés. Carla es trobava en poder d'Eduardo Ruffo, un agent d'intel·ligència que havia integrat la Triple A i després va exercir com vicecap del centre clandestí de detenció Automotores Orletti. Havia estat segrestada a Bolívia, amb la seva mare Graciela Rutilo Artes -la filla de Sacha- i el seu pare Enrique López, quan tenia deu mesos. Després que el seu pare fos assassinat i a causa de la pressió internacional, els militars bolivians van lliurar oficialment Carla i la seva mare als militars argentins. Ambdues van ser enviades a Automotores Orletti, on la nena va ser apropiada pel sotscap del centre, després que aquest participés de l'assassinat de la seva mare. Carla va ser criada per aquest home i la seva esposa, amb un altre nen segrestat-desaparegut, en qualitat de germà. El 15 de febrer de 1984 les Àvies de la Plaza de Mayo van realitzar la denúncia penal, però aleshores Ruffo s'havia escapolit amb la seva esposa i els nens. Ruffo va ser finalment trobat i detingut el 1985. El moment en què Carla i la seva àvia es van trobar, la nena -que per llavors tenia ja deu anys- li va dir: "jo sabia que m'estaves buscant". La justícia va atorgar a l'àvia la guarda provisional de la nena, però amb fortes reticències dels funcionaris, que també la van separar del seu "germà", ja que el jutge va rebutjar la petició de Sacha Artés si es fes càrrec de tots dos nens. Durant aquestes tramitacions, el 1987 es va aprovar la Llei d'Obediència Deguda, presentada pel president Raúl Alfonsín, restringint la possibilitat de perseguir la major part dels repressors. Com a conseqüència de la mateixa Ruffo, el segrestador de Carla i assassí de la seva mare, va quedar en llibertat sense culpa ni càrrec, mentre que Carla quedava impedida de sortir del país, per falta dels documents que establien la seva veritable filiació. La seva àvia va prendre llavors la decisió d'emigrar amb la nena de l'Argentina, per radicar-se des d'aquest moment a Espanya, on Carla va prendre el cognom de la seva àvia.
El 1984 les Àvies van aconseguir la restitució de Paula Eva Logares, la primera neta amb qui la justícia va acceptar la validesa de la prova de filiació establerta per mitjà de l'índex d'avietat determinat amb les noves anàlisis genètiques descoberts a requeriment de l'associació.
El 1987 es va aconseguir la primera restitució d'una nena nascuda en captivitat, Elena Gallinari Abinet, qui havia estat inscrita falsament com a pròpia per un subcomissari de la policia de Buenos Aires i que era en realitat filla de María Leonor Abinet, detinguda-desapareguda el 16 de setembre de 1976, quan tenia set mesos d'embaràs.
El 1989 les Àvies van tenir èxit a provar judicialment que l'adopció de Ximena Vicario s'havia realitzat de manera greument irregular, aconseguint que s'anul·lés una adopció plena per primera vegada en la història de la justícia argentina.

### Les lleis d'impunitat
El Congrés va sancionar les lleis de Punt Final el 1986 i d'Obediència Deguda el 1987, aquesta última després d'una revolta militar carapintada a la caserna de Campo de Mayo durant Setmana Santa d'aquest any. Les lleis van tancar la possibilitat d'enjudiciar els responsables de les violacions de drets humans i en particular del segret-desaparició dels nens, quedant en llibertat centenars d'autors de greus violacions de drets humans. El cicle de les anomenades lleis d'impunitat es va tancar el 1989 i 1990 amb els indults concedits pel president Carlos Menem.
Les Àvies, com altres organitzacions de drets humans, es van negar a acceptar un sistema jurídic que impedia investigar i castigar els crims contra la humanitat, i van continuar impulsant els judicis per apropiació de nens. Els casos de nens segrestats-desapareguts sempre van ser un problema insoluble per a les lleis d'impunitat a causa que jurídicament, no podien "donar-se per tancat", per raó de la continuïtat i persistència del delicte, així com per l'existència real d'aquests nens amb identitats falses i les localitzacions dels mateixos que les Àvies continuaven realitzant.
El 1997 Àvies de la Plaza de Mayo va iniciar una causa penal sostenint que el segrest de bebès era part d'un pla sistemàtic impulsat des del més alt nivell de l'Estat durant la dictadura. Es tracta d'un dels judicis més importants referits a violacions de drets humans a l'Argentina durant la dictadura. En ella s'investiga l'apropiació de 194 nens.
El 1998, el subcomissari Samuel «Cobani» Miara (Buenos Aires, 1944) va ser condemnat a dotze anys de presó per l'apropiació il·legal dels bessons Gonzalo i Matías Reggiardo Tolosa, fills de Juan Reggiardo i María Rosa Tolosa, desapareguts el 1977, un dels casos més dramàtics.
Aquest mateix any les Àvies de la Plaza de Mayo van proposar incorporar a la Convenció sobre els drets de l'infant el dret a la identitat que va ser inclòs en els articles 7 i 8, coneguts per això com els «articles argentins».

## Dues dècades
En complir dues dècades el 1997, els nets desapareguts ja no eren infants, sinó adolescents i joves, que ja haurien adquirit certa autonomia en les seves vides, on sigui que es trobessin. Les Àvies van decidir llavors modificar la seva línia d'acció, per emprendre accions massives que involucressin a tota la societat, amb la finalitat de permetre que els joves amb dubtes sobre els seus orígens poguessin apropar-se lliurement i en un ambient de contenció. Simultàniament la justícia argentina va decidir que no es pot obligar a una persona major d'edat a treure's sang per determinar la seva filiació, amb l'argument que això afectaria el seu dret a la intimitat.
Amb aquest objectiu, en el seu vintè aniversari, l'octubre de 1997 van llançar la campanya «¿Vos sabés quién sos?». La campanya es va iniciar amb un recital de rock a la Plaza de Mayo, presidit pel cartell i la consigna. També amb aquesta finalitat, van crear amb la CONADI, la Xarxa per la Identitat, que es va estendre per tot el país promovent el dret a la identitat. Va ser el començament d'una nova aproximació al problema. Ja no era una qüestió de buscar als seus nets per mitjans indirectes; ja era possible dirigir-se a ells directament. "De fet, van fer que una generació sencera es preguntés per la seva història".
També, amb les altres organitzacions de drets humans, van impulsar els judicis per la veritat, obligant l'Estat argentí a seguir investigant, a partir de la decisió de la Cort Interamericana de Drets Humans en el cas Lapacó (1999).
El 2000 es va estrenar la pel·lícula documental Botín de guerra, dirigida per David Blaustein, explicant la història de les Àvies, amb un notable èxit de públic i obtenint el Gran Premi Ecumènic del Festival de Berlín.
El 24 de març de 2004 es va recuperar l'Escola de Mecànica de l'Armada (ESMA) per realitzar allí un espai per a la memòria que es va denominar Espai Memòria i Drets Humans. En l'acte oficial van parlar tres nets recuperats que havien nascut allí.

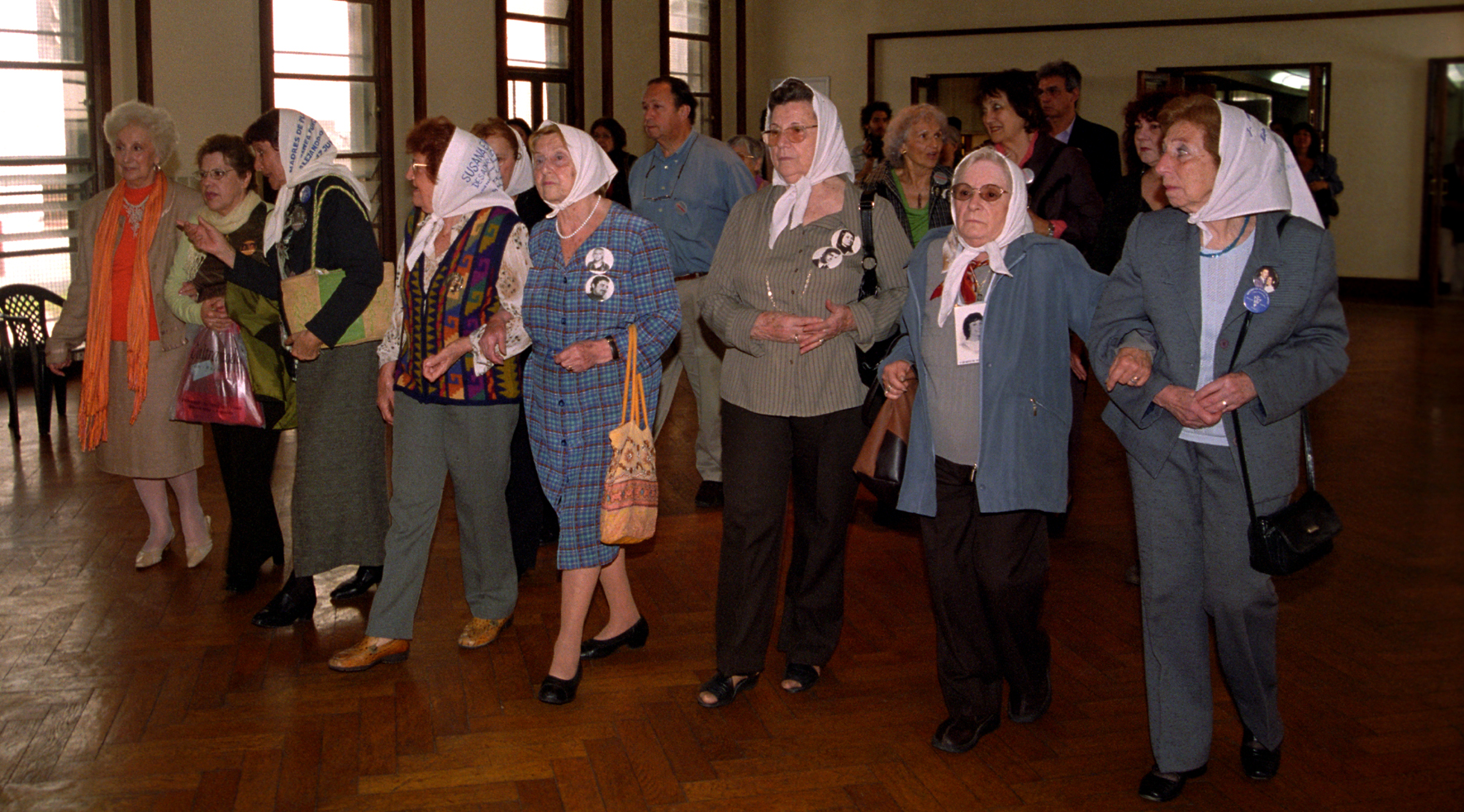
Dia de la recuperació de l'Escola de Mecànica de l'Armada per realitzar l'Espai Memòria i Drets Humans

El 2006, la consciència massiva en la societat argentina sobre els nens desapareguts i la seva cerca va aconseguir un pic de popularitat quan una telenovel·la de gran difusió popular, Montecristo, dirigida per Miguel Colom i transmesa per televisió oberta (Telefé), va incloure en el seu argument central i en els seus protagonistes la presència de joves nascuts en captivitat durant la dictadura, que descobreixen la veritat.
| « | Me di cuenta de que inconscientemente tenía un peso que no percibía. Ahora me siento más completa, más tranquila. Ahora no soy parte de una mentira. (Claudia Poblete) | » |

## Tres dècades

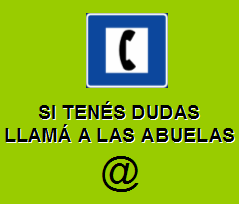
Pòster de les Àvies de la Plaza de Mayo, redissenyat.

El 2007 les Àvies van inspirar la realització d'una minisèrie en tres capítols denominada Televisión por la identidad, amb tres històries independents de nens apropiats, dues d'elles reals (Tatiana i Juan) i la tercera una síntesi de ficció realitzada sobre les experiències dels nets recuperats. El cicle va tenir un alt índex d'audiència i va haver de ser repetit. Aquest mateix any una neta recuperada (Victoria Donda) va ser triada diputada nacional.
L'agost de 2014 les Àvies van recuperar a la neta 115, Ana Libertad, neta de la primera presidenta de l'associació, Alicia Zubasnabar de De la Cuadra.
El 5 de desembre de 2014 es va restituir la identitat del net 116. És el fill d'Ana Rubel i Hugo Alberto Castro que va néixer el 1977 durant la captivitat de la seva mare a l'ESMA.
El 31 d'agost de 2015 es va restituir la identitat de la neta 117. Es tracta de la filla de Walter Hernán Domínguez i Gladys Cristina Castro, que va néixer el març de 1978 durant la captivitat de la seva mamà.
El net 118 és fill de Stella Maris Montesano i Jorge Oscar Ogando i net de Delia Giovanola de Califano, una de les dotze fundadores de l'Associació Àvies de la Plaza de Mayo. La restitució es va comunicar el 5 de novembre de 2015.
L'1 de desembre de 2015 es va realitzar la conferència de premsa on Àvies va comunicar la restitució del net 119. Es tracta de Mario Bravo qui va poder retrobar-se aquest mateix dia amb la seva mare. No va ser el primer cas de restitució on mare i fill van poder retrobar-se.

## La tasca actual de les Àvies

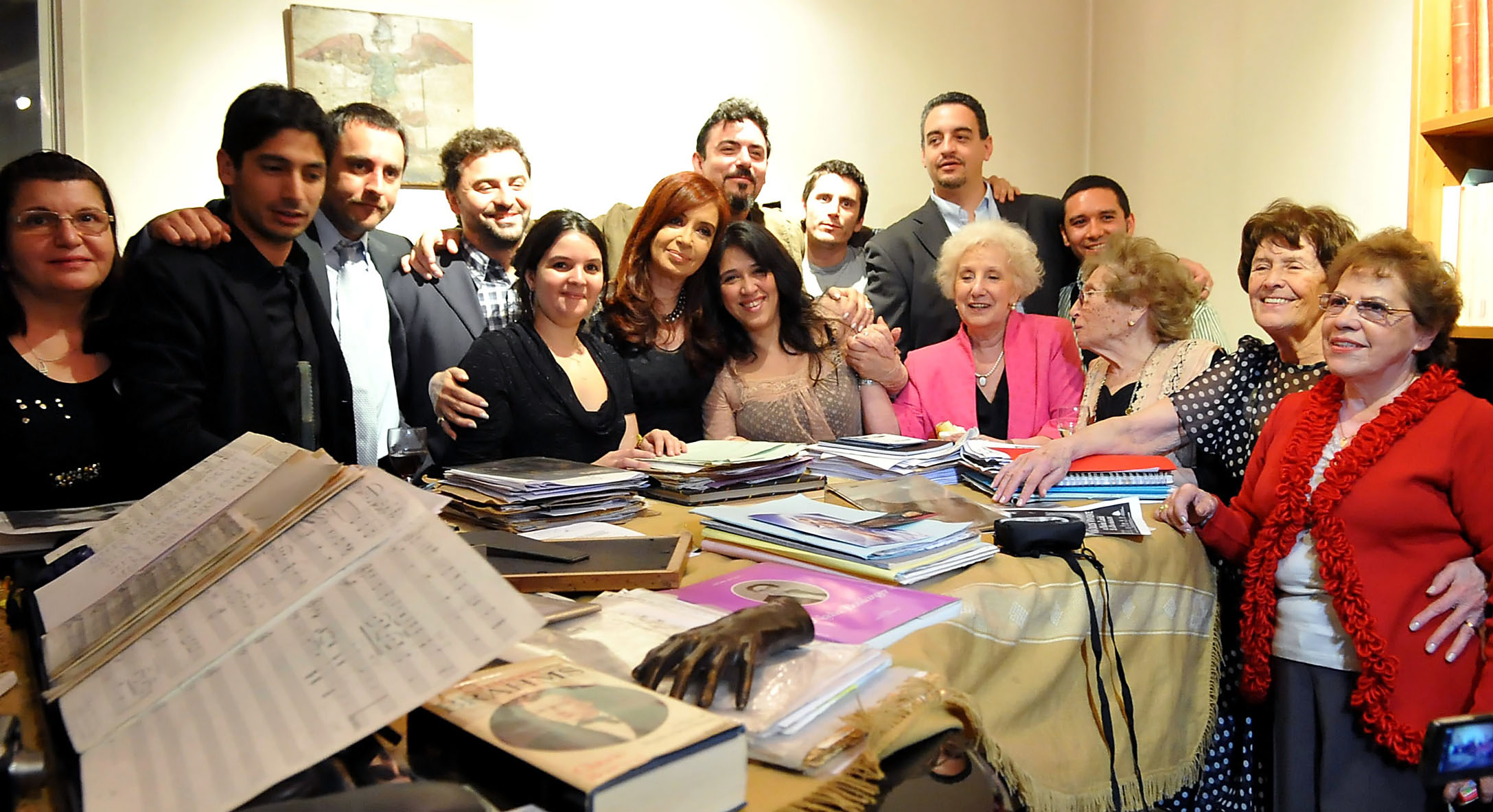
La presidenta Kirchner amb Estela de Carlotto, i nets recuperats.

Amb l'objectiu de localitzar els nens desapareguts, Àvies de la Plaza de Mayo treballen en quatre nivells:
- reclams i propostes davant els organismes governamentals nacionals i internacionals;
- denúncies i presentacions davant la justícia;
- accions destinades a involucrar a la societat;
- recerques pròpies.

Para el seu treball, l'associació compta amb equips tècnics integrats per professionals en els aspectes jurídics, metge, psicològic i genètic.
Cadascun dels nens que van ser apropiats té una causa oberta en la justícia a la qual s'agreguen les denúncies que es van rebent amb el pas del temps i que conformen elements probatoris que determinen la seva veritable identitat i la dels responsables del seu segrest o tinença il·lícita.
Per assegurar en endavant la validesa de les anàlisis de sang han implementat un Banc Nacional de Dades Genètiques, creat per la Llei Nacional núm. 23.511, on figuren els mapes genètics de totes les famílies que tenen nens desapareguts.
Les Àvies actuen en el camp internacional promovent normes i accions internacionals destinades a protegir la infantesa. La Convenció Internacional sobre els Drets de l'Infant de 1989, va incorporar tres articles (7, 8 i 11) directament proposats per elles amb la finalitat de garantir el dret a la identitat.
Des de 2007, les Àvies integren el directori dels organismes de drets humans de l'Espai Memòria i Drets Humans, on va funcionar l'Escola de Mecànica de l'Armada.

## En la cultura popular
- Música
  - "Las golondrinas de Plaza de Mayo", Invisible
  - "Victoria Clara", Bersuit Vergarabat
  - "Lágrimas de nana", de Marta Susana Pizzo
  - "Deseos de cosas imposibles", de La oreja de Van Gogh
  - "Cueca Solas", de Sting
  - "Las Madres del Amor", de León Gieco
  - "A las madres de Mayo", d'Ismael Serrano
  - "Madres", de Caballeros de la Quema
- Literatura
  - "A veinte años, Luz", d'Elsa Rosario
- Televisió
  - Montecristo
  - Televisión por la identidad
- Cinema
  - La historia oficial
  - La amiga
- Teatre
  - Teatro por la identidad
  - "Hija de la dictadura"
- Pintura
  - Exposició “Sucesos ilustrados de Abuelas de Plaza de Mayo”, per Lucas Nine, Pablo Bernasconi, Martín Kovensky, Mirian Luchetto, Daniel Roldán i Mariano Lucano.
  - Sèrie "Identidad", per Carlos Alonso, Nora Aslan, Mireya Baglietto, Remo Bianchedi, Diana Dowek, León Ferrari, Rosana Fuertes, Carlos Gorriarena, Adolfo Nigro, Luis Felipe Noé, Daniel Ontiveros, Juan Carlos Romero i Marcia Schvartz.
- Ballet
  - Guerra y el Ballet del Mercosur. Homenaje a las Abuelas.  Arxivat 2007-08-05 a Wayback Machine.
  - "Memoria, para que no suceda nunca más" perr la coreògrafa Aagentina Melina Seldes
- Esport
  - Deporte por la identidad, 2002.
- Monuments
  - Jardí de les Mares i Àvies de la Plaza de Mayo a París, Francia.
  - Biblioteca del Colegio Nacional Rafael Hernández amb el nom d'Àvies de la Plaza de Mayo, inaugurada el 21 de maig de 2013